# كيت ريد (منافسة ألعاب القوى)
كيت ريد (بالإنجليزية: Kate Reed)‏ هي منافسة ألعاب القوى بريطانية، ولدت في 28 سبتمبر 1982 في برستل في المملكة المتحدة.

## وصلات خارجية
- كيت ريد على موقع الاتحاد الدولي لألعاب القوى (الإنجليزية)
- كيت ريد على موقع أوليمبيديا (الإنجليزية)
- كيت ريد على موقع اللجنة الأولمبية البريطانية (الإنجليزية)